# Guerre des anges
Notes
Épisode eschatologique de la fin des temps

La Guerre des anges ou Guerre dans les cieux ou Guerre des fils de lumière contre les fils des ténèbres est un épisode eschatologique de la fin des temps tel qu'écrit dans le Livre de l'Apocalypse (Ap 12:7-9). Un combat final se déroule dans les cieux et se conclut par une victoire définitive de Dieu et de l'archange Michel avec sa milice céleste sur Lucifer et ses anges déchus. Cette allégorie représente la victoire, à la fin du monde, du Bien sur le Mal et l’instauration du Royaume de Dieu dans l'univers.

## Le texte
« Il y eut alors un combat dans le ciel : Michel et ses anges combattirent contre le dragon. Et le dragon lui aussi combattait avec son ange. »

## Représentations

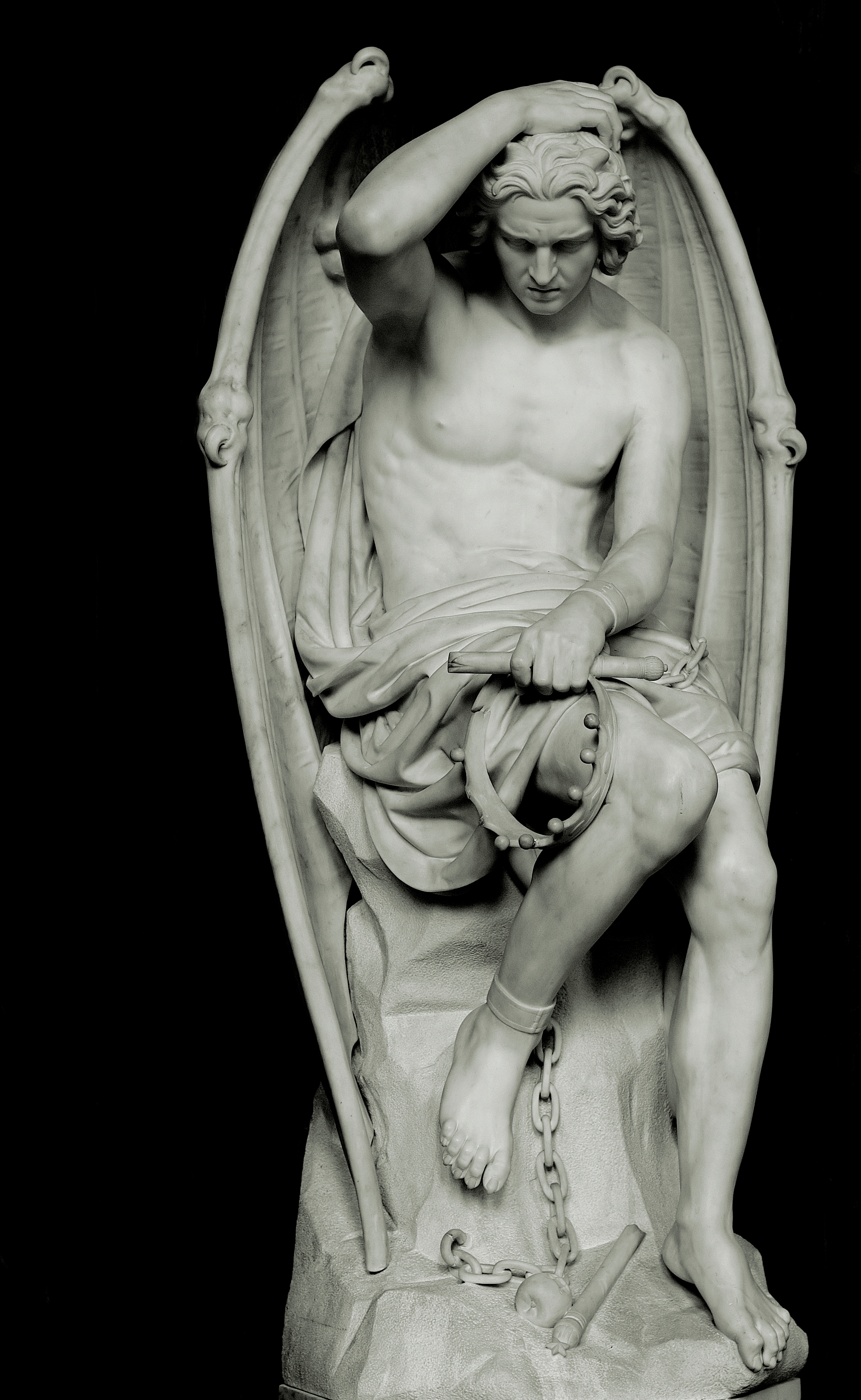
Le Génie du Mal, Guillaume Geefs, 1848
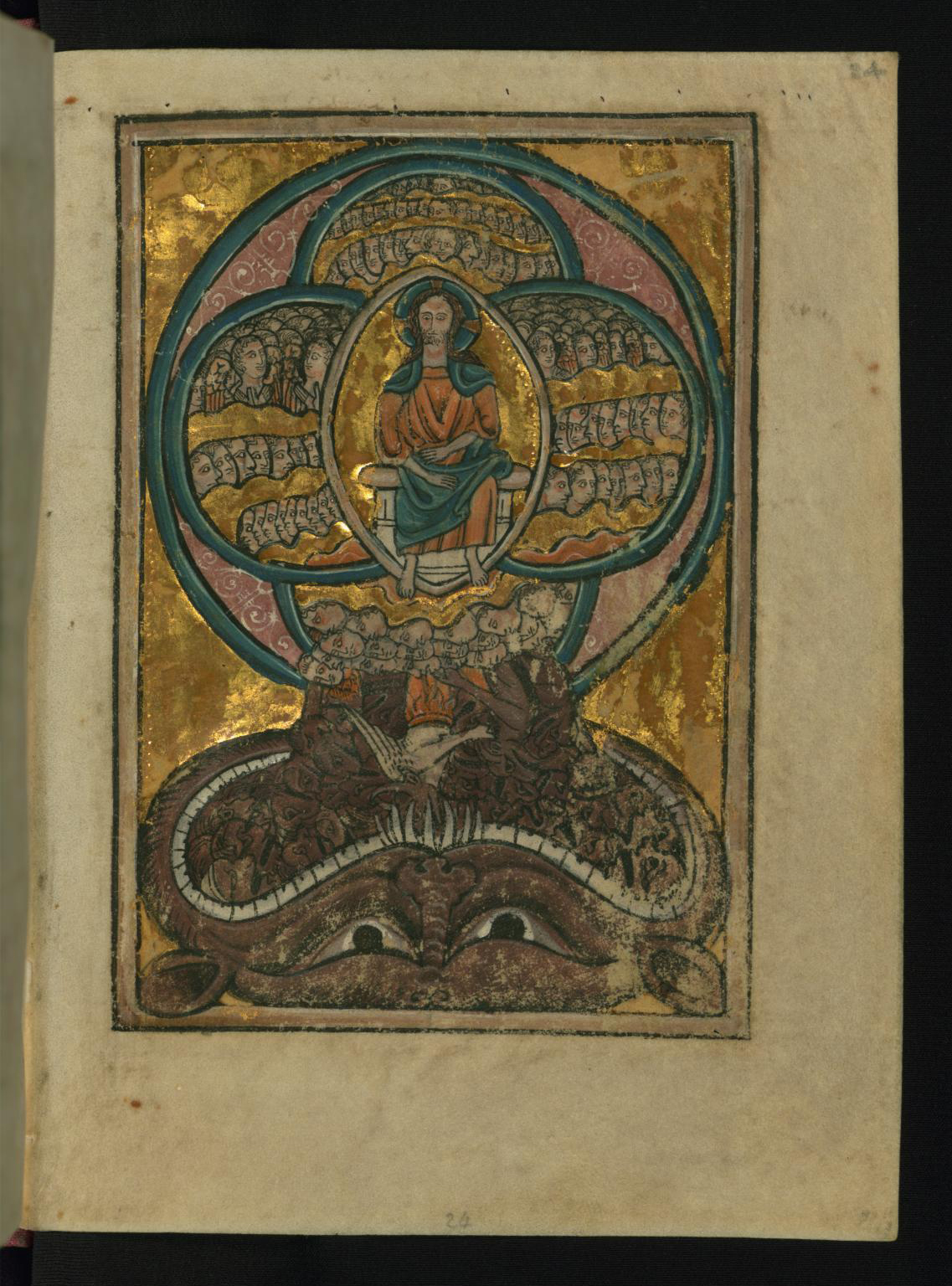
La Chute des anges rebelles, William de Brailes, v1250
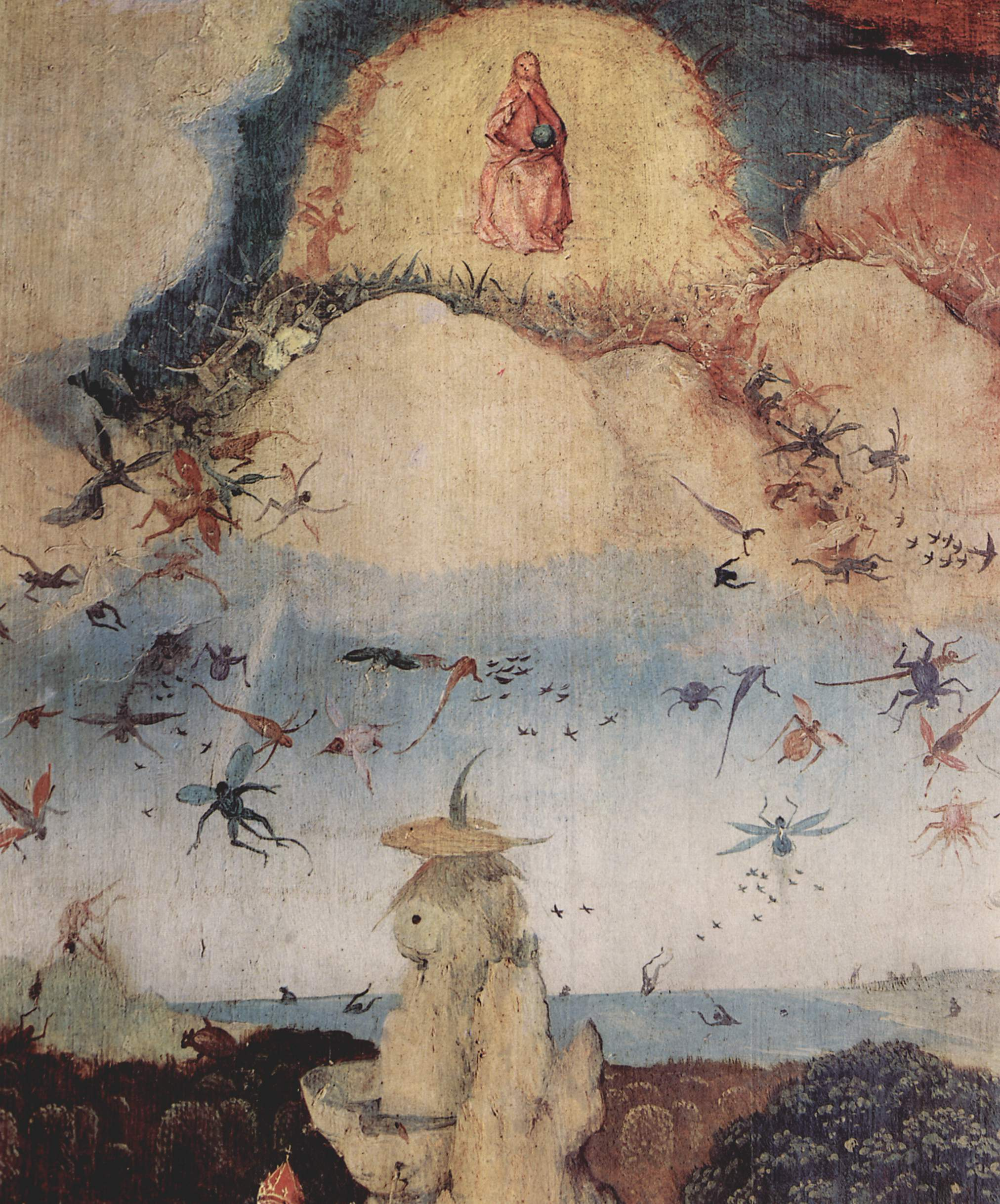
Le Chariot de foin, Jérôme Bosch, 1516
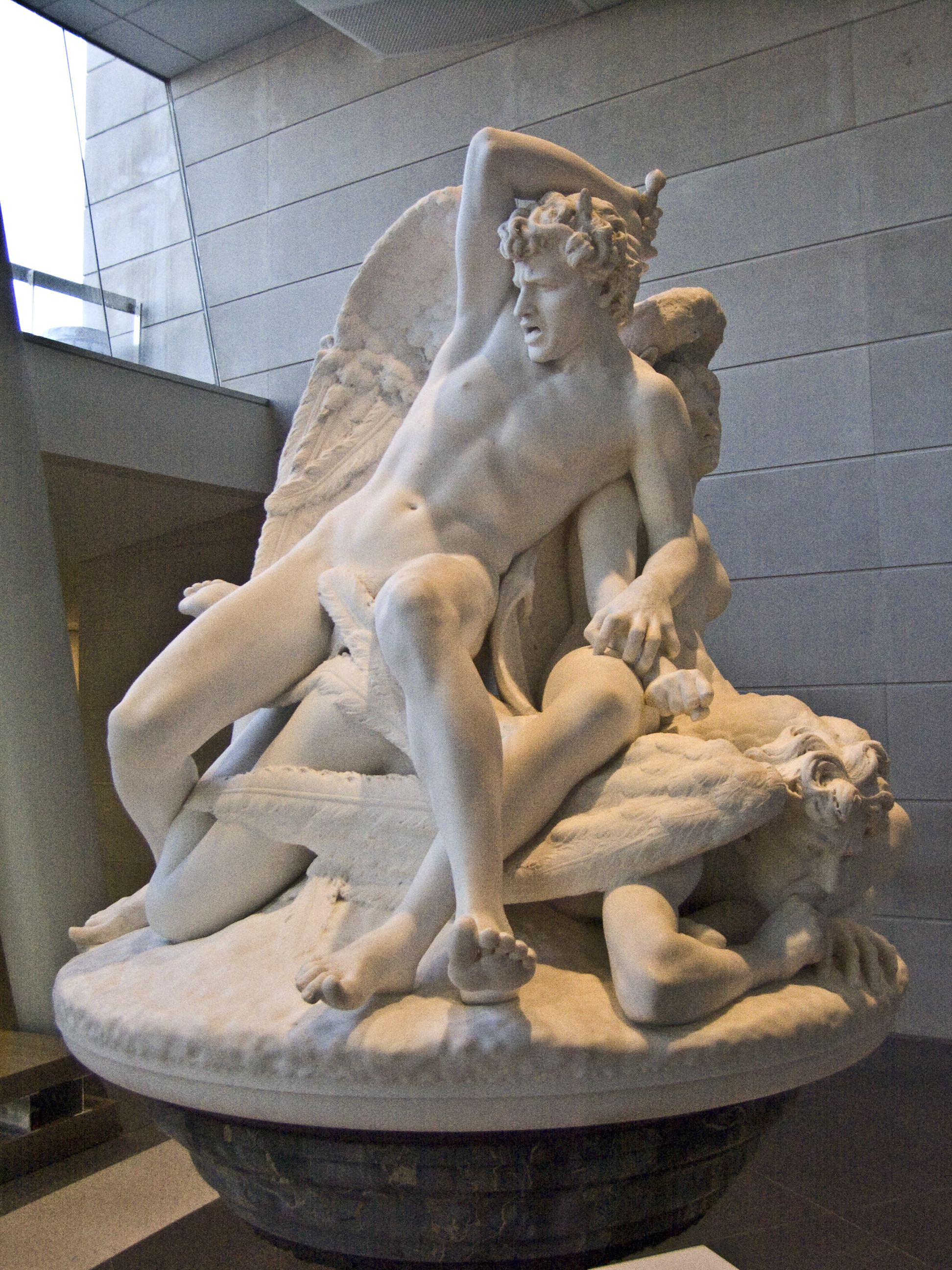
L'ange rebelle, Salvatore Albano, Brooklyn Museum
Archange Michel, terrassant Satan, Raphaël, 1518
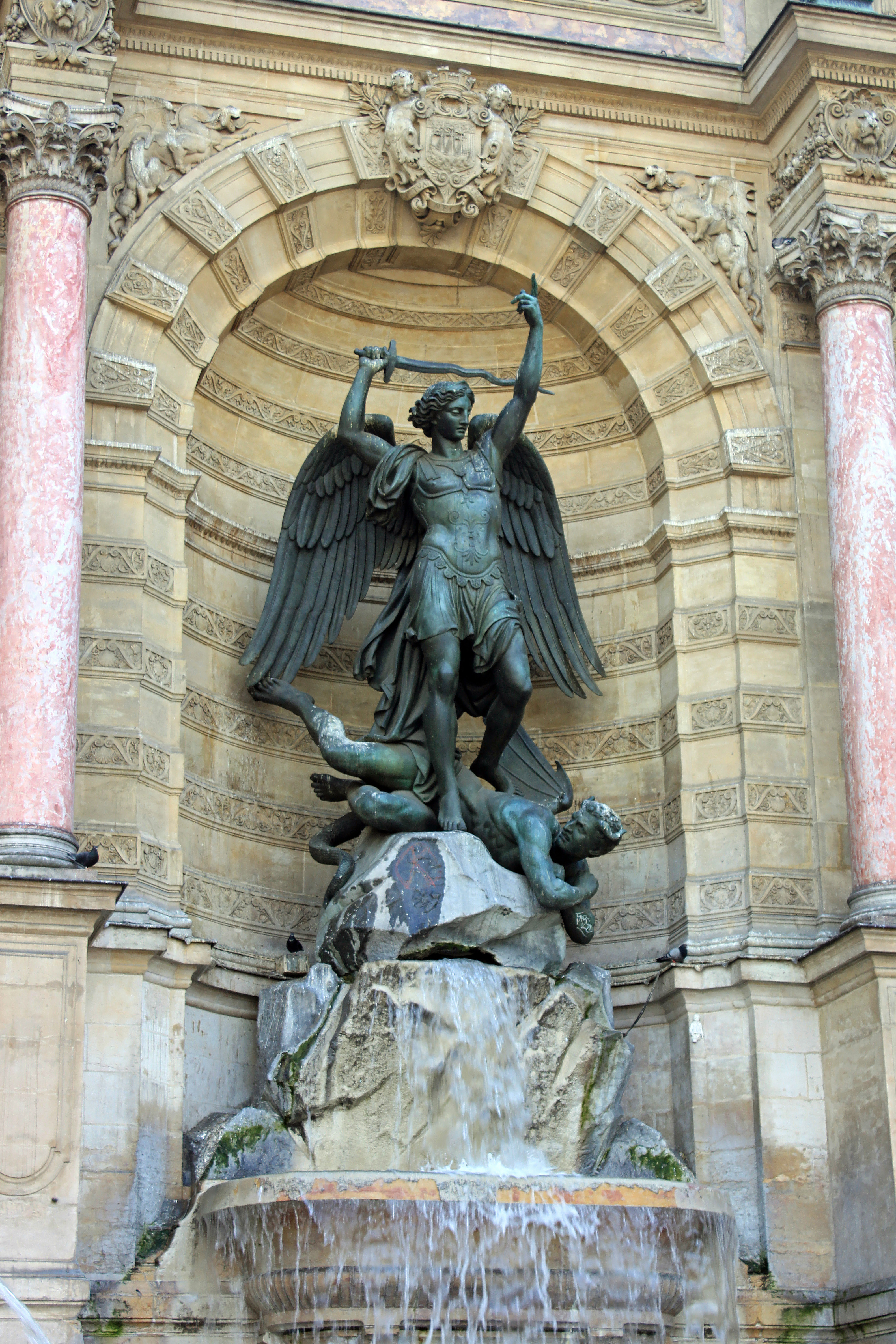
Archange Michel, terrassant le Démon, Francisque Duret, 1860

La Chute des anges rebelles, Pieter Brueghel l'Ancien, 1562
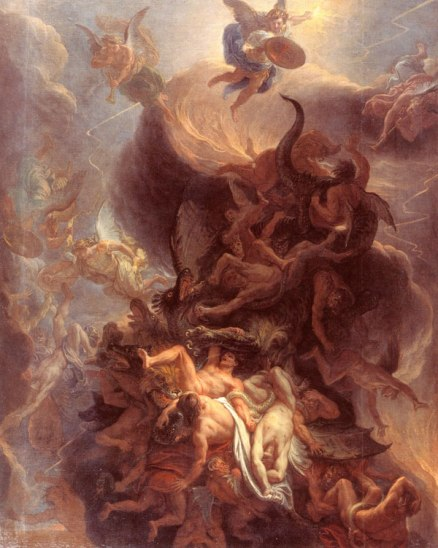
La chute, Charles Le Brun, 1680
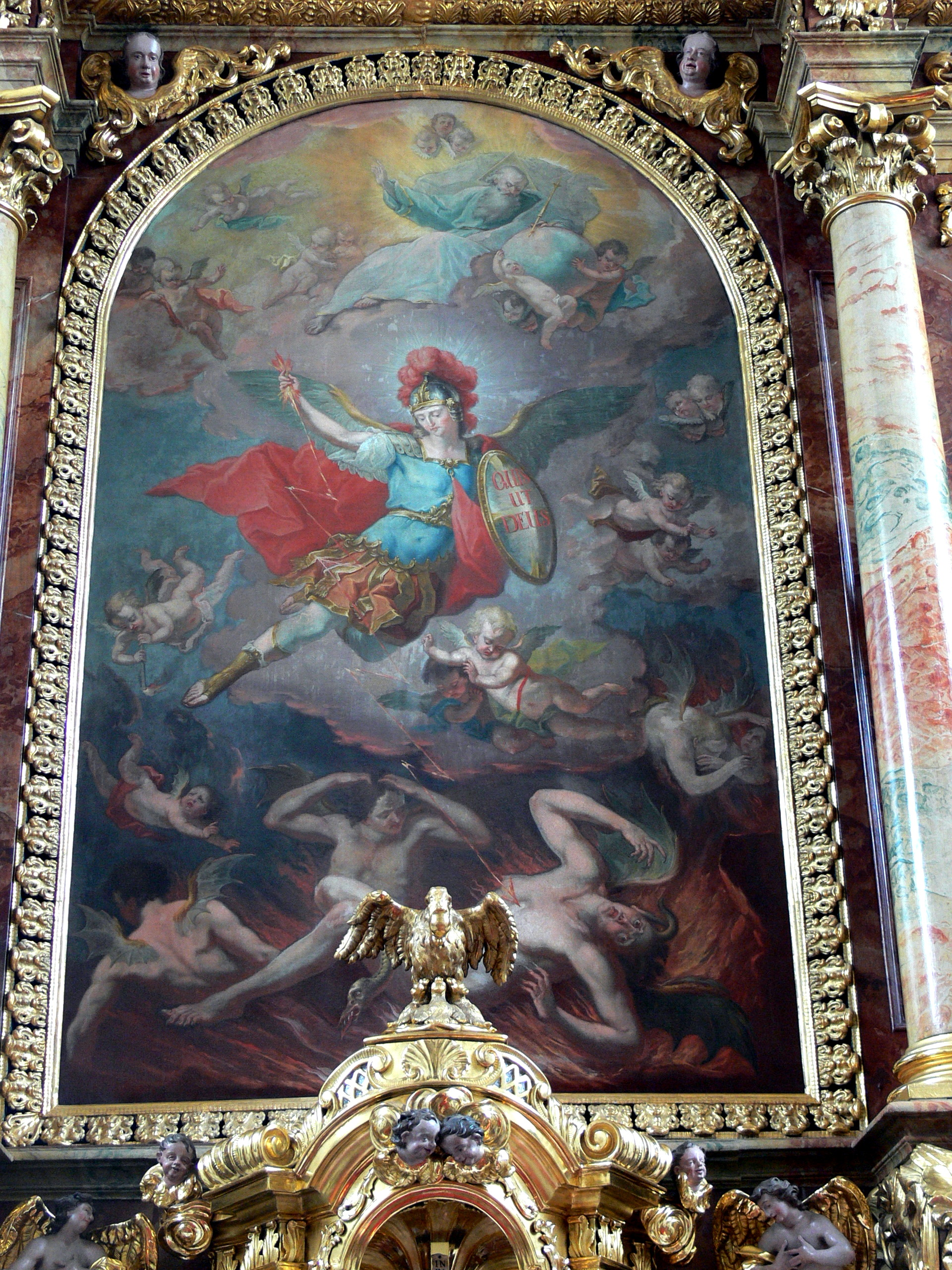
Archange Michel, Guido Reni
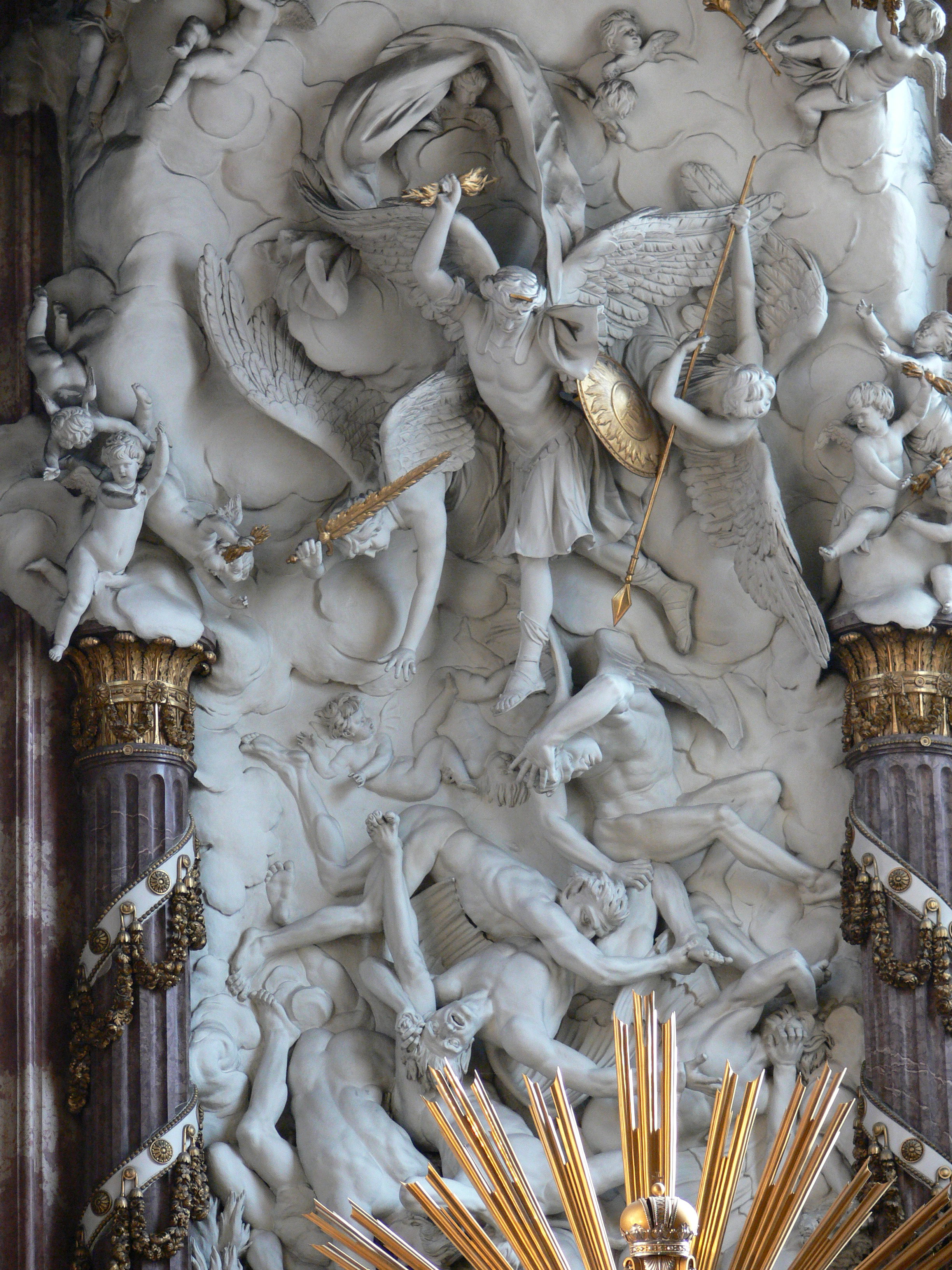
Église Saint-Michel de Vienne
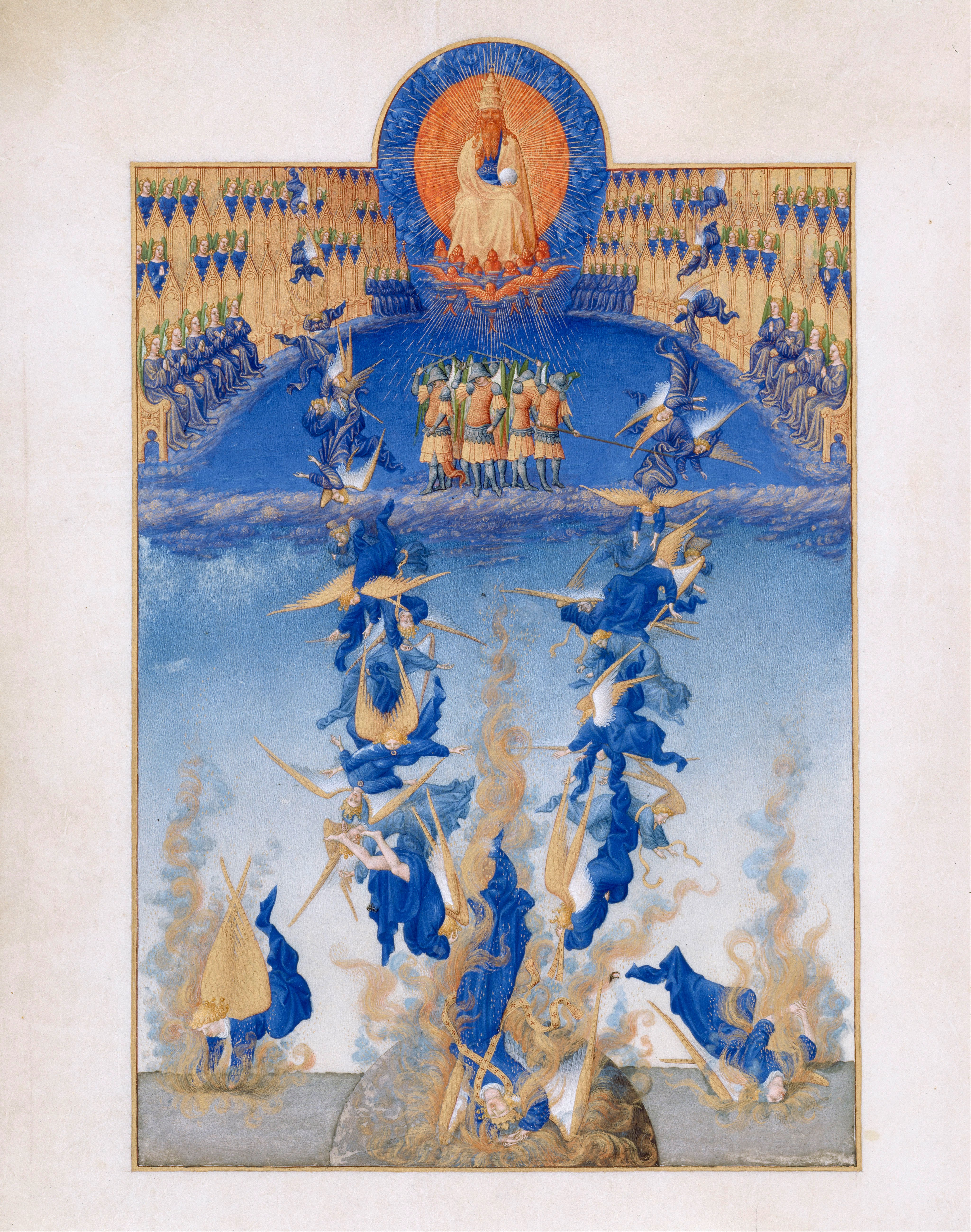
Les Très Riches Heures du duc de Berry, v1411
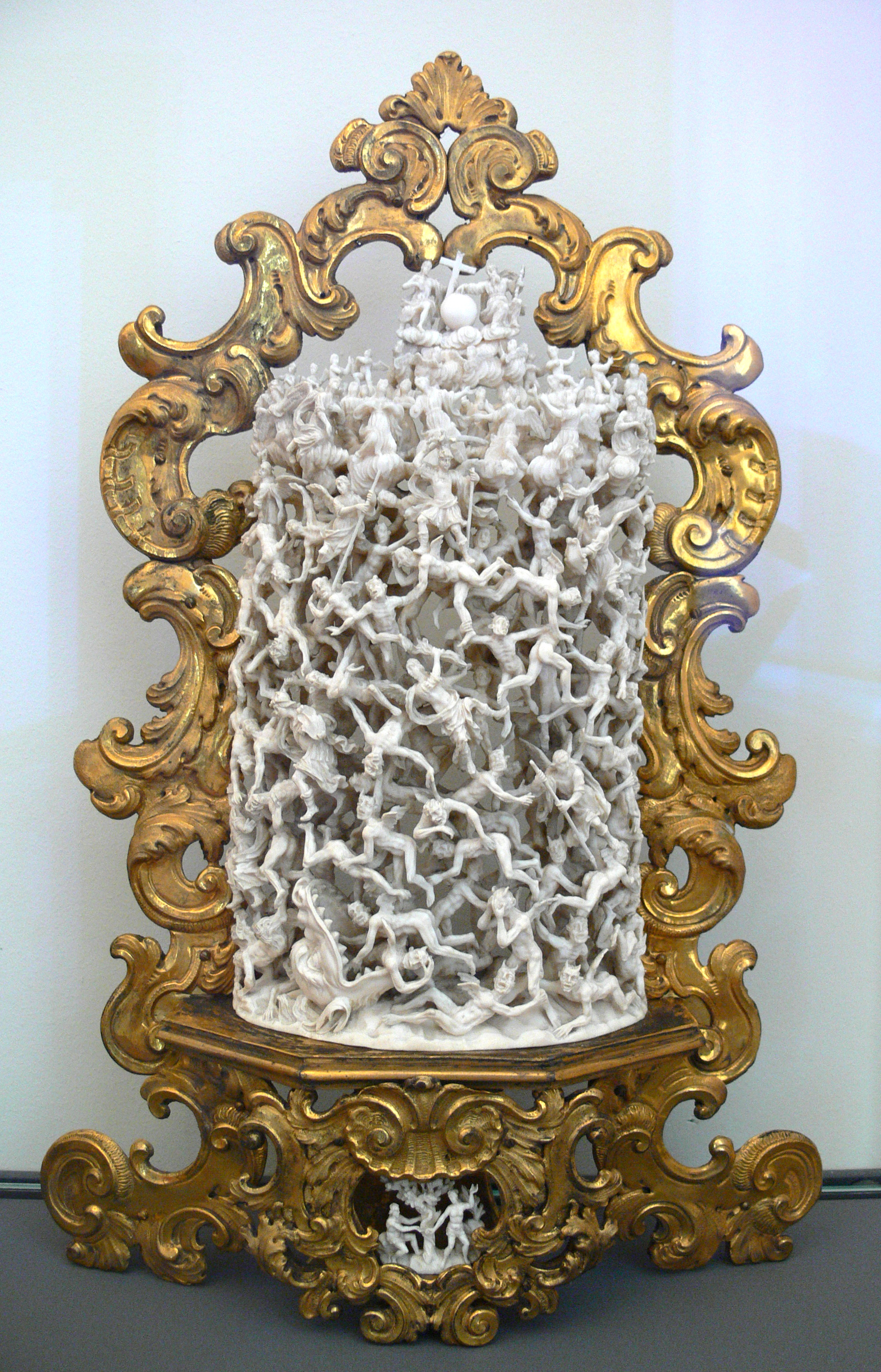
Renversement de l'ange déchu, Musée de Bode de Berlin
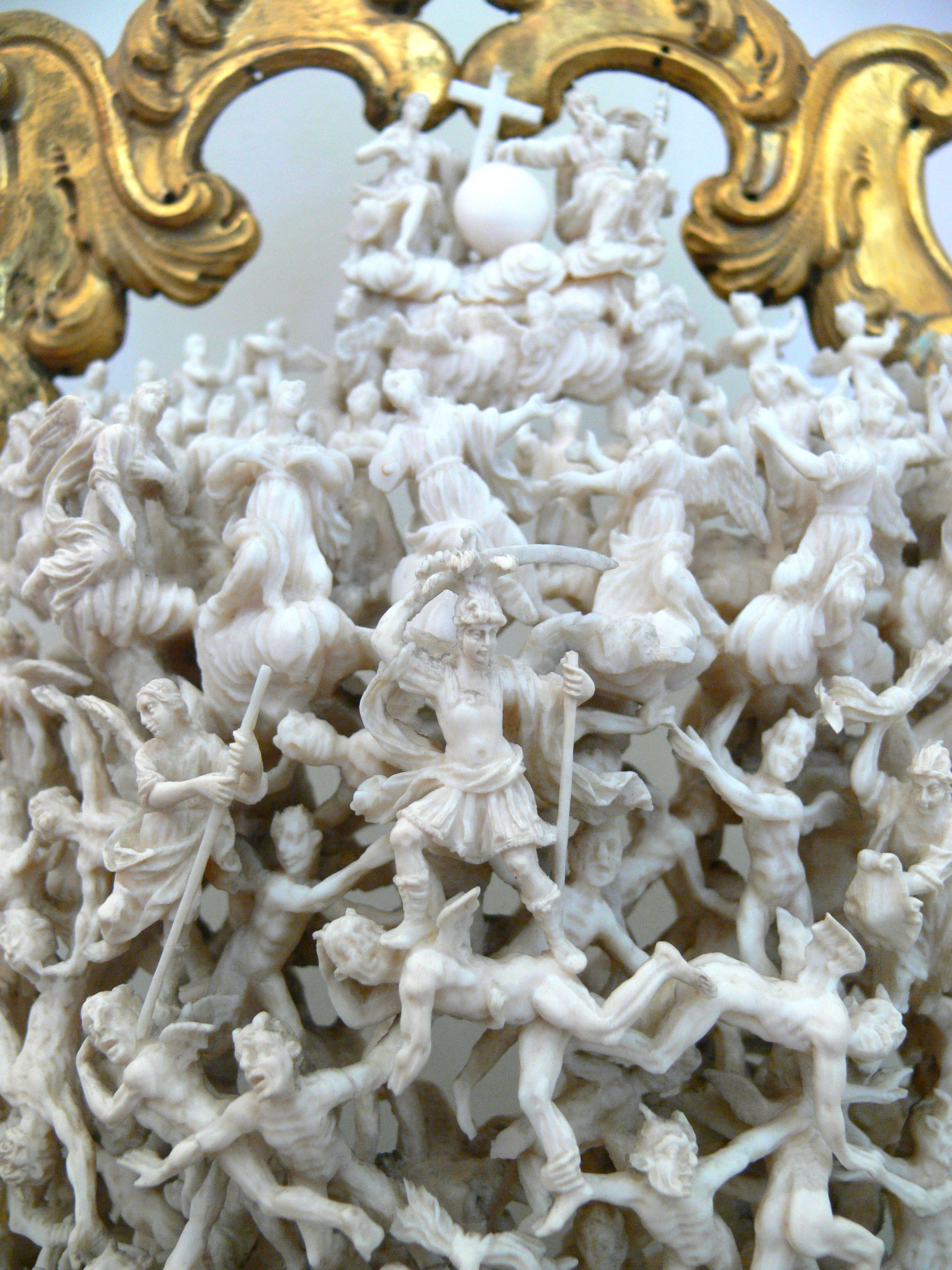
Détail précédent

## Fin des temps: le Combat eschatologique où Satan sera terrassé

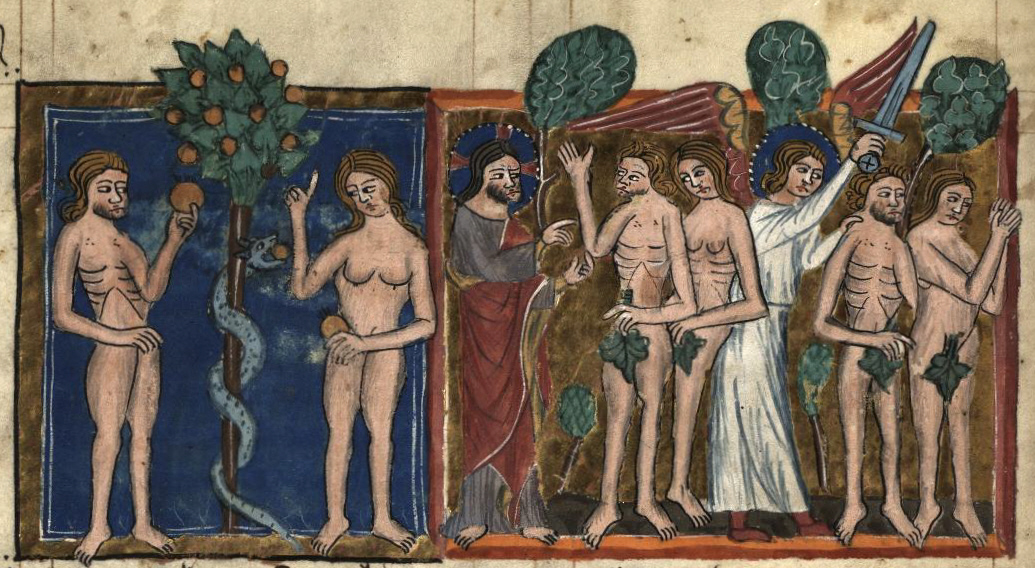
Lucifer incitant l'Humanité au Péché originel par le fruit défendu de l'arbre de la connaissance du bien et du mal, et bannissement / chute (Bible) du jardin d'Éden
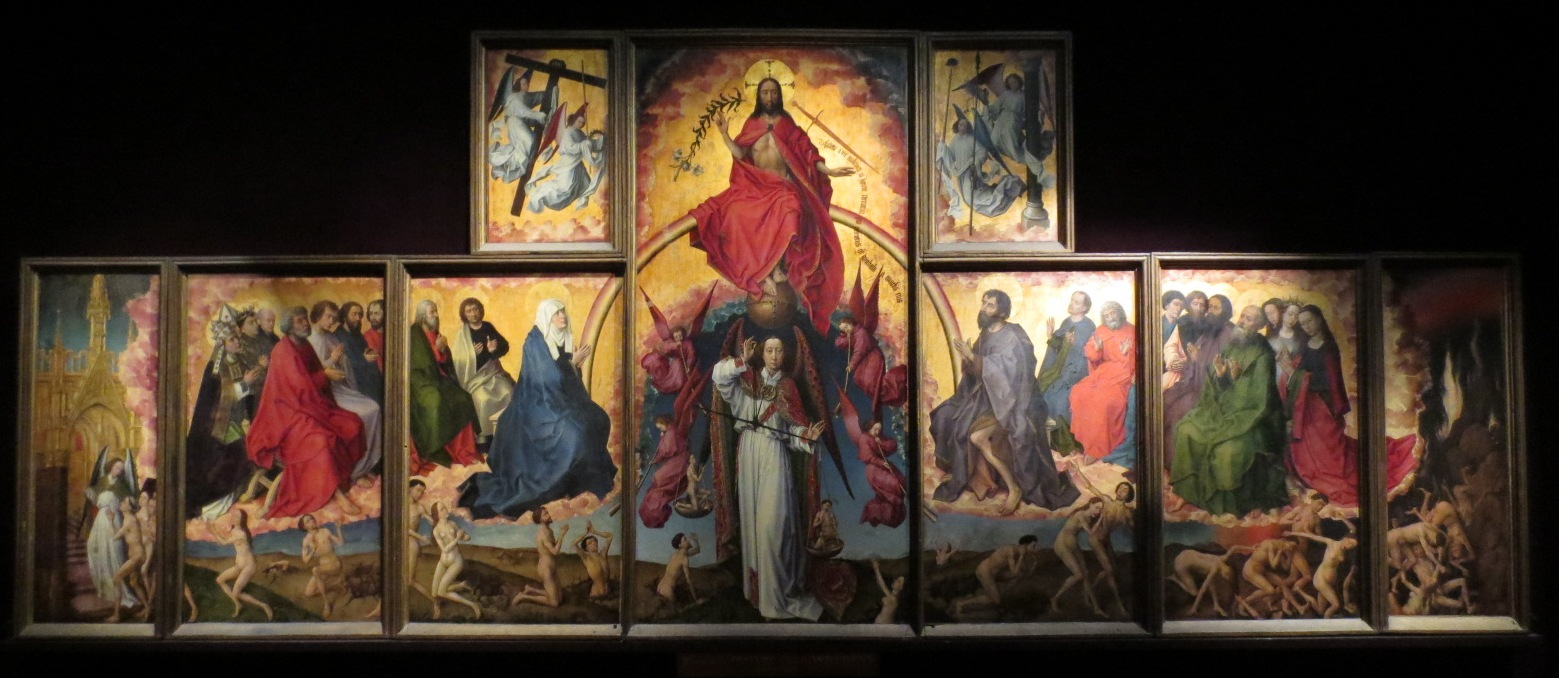
Le Jugement dernier (Rogier van der Weyden), Hospices de Beaune, v1450
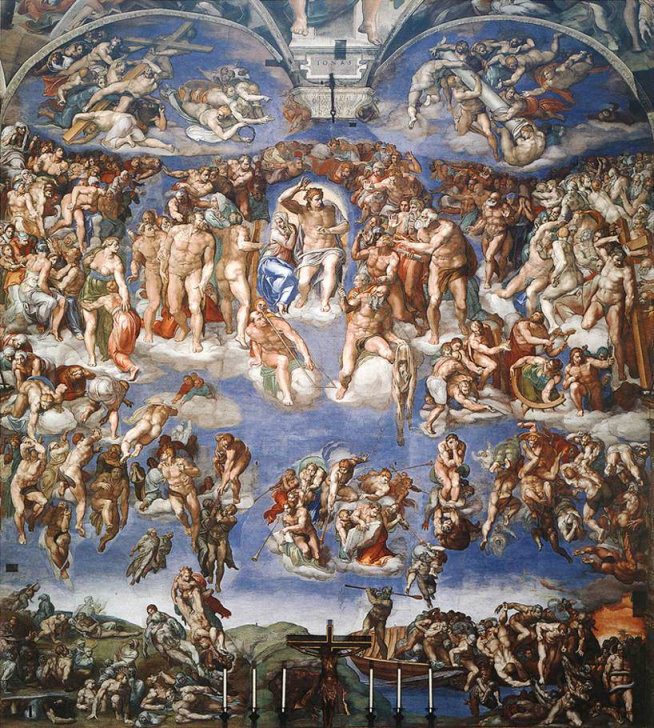
Le Jugement dernier (Michel-Ange), Chapelle Sixtine, Vatican
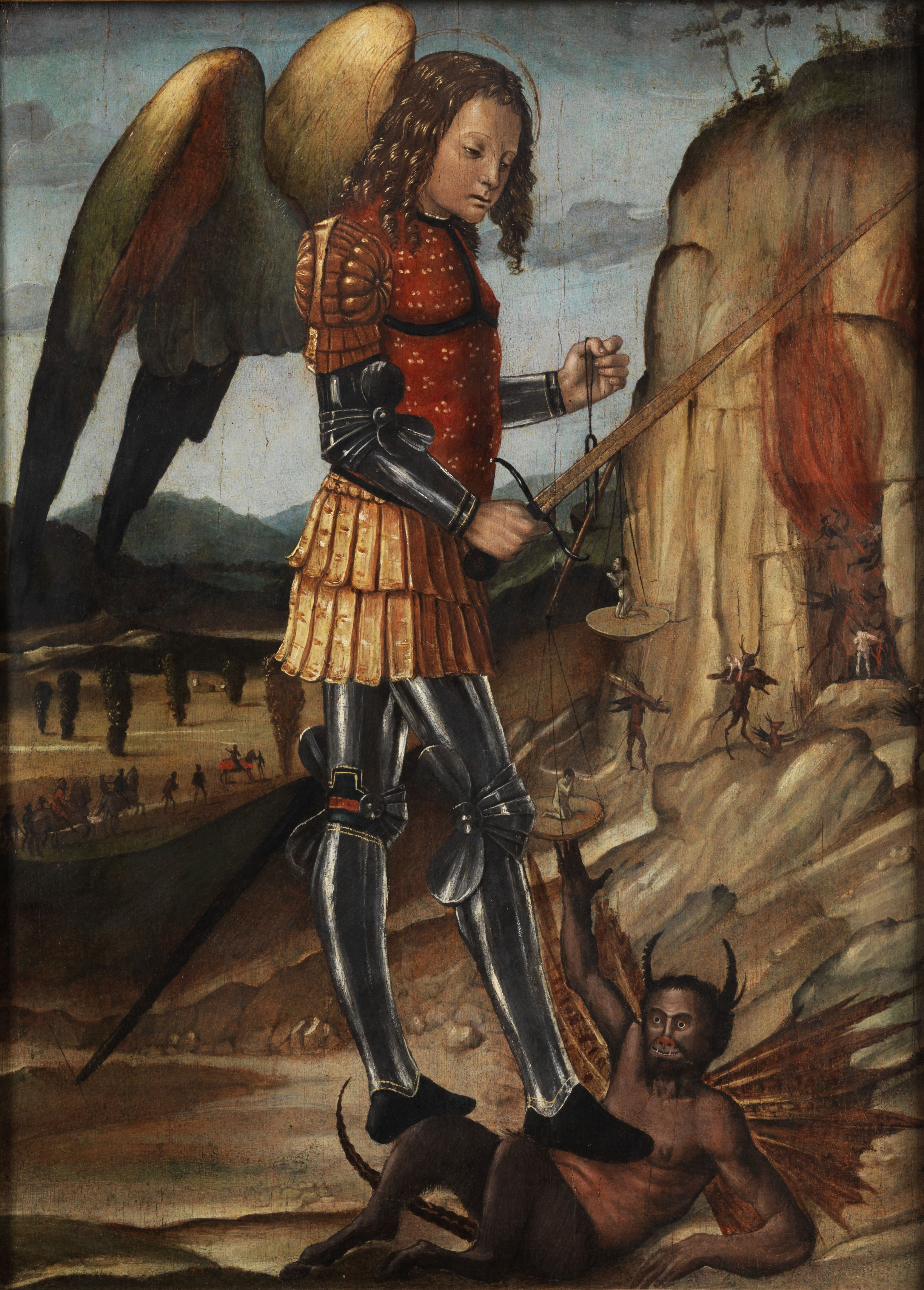
Pesée des âmes par l'Archange Michel, Riccardo Quartararo, 1506
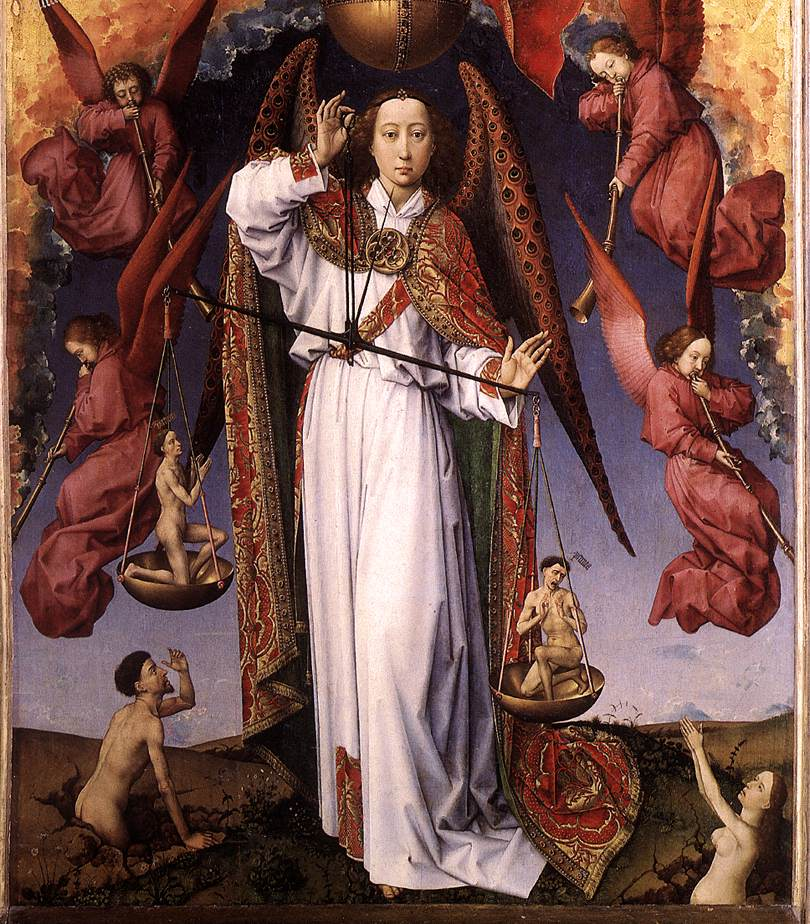
Anges buccinateurs, et Jour du jugement

## Fin des temps et de Satan
Après "Armageddon", à la fin des temps, nom du lieu symbolique du Combat eschatologique final, l'Archange Michel et toute la milice céleste terrasseront définitivement Lucifer, l'Antéchrist et les anges déchus, et qui sera la guerre des fils de la lumière contre les fils des ténèbres. Suivront le Jour du jugement, et l'instauration du Royaume de Dieu dans l'Univers et pour l'Éternité, la victoire finale du Bien sur le Mal.